# Pierre Hasquenoph
Pierre Hasquenoph (Pantin, 20 octobre 1922 - Nanterre, 31 mars 1982) est un compositeur français.

## Biographie
Il fit de brèves études de médecine avant de se diriger assez rapidement vers la musique. Il entra à l'École César Franck, suivit l'enseignement de Guy de Lioncourt (composition et harmonie), de René Alix (contrepoint et fugue) et Marcel Labey (direction d'orchestre). De 1950 à 1955 il étudia au Conservatoire de Paris en classe de composition de Darius Milhaud et Jean Rivier. Il fit carrière à la radio, d'abord en tant que metteur-en-ondes (1956), puis chef du service symphonique de la RTF (1958), enfin du service lyrique de l'ORTF (1960). De 1973 à 1982, il fut directeur du service de musique de chambre de Radio France. Sans rejeter les apports des courants anciens ou modernes, Hasquenoph s'est toujours réclamé d'une liberté de langage indépendante de toute école.

## Œuvres (sélection)
- Symphonie n°1 (1949-1958)
- La papillon qui tapait du pied, ballet (1951)
- Symphonie n°2, pour cordes et percussions (1951-1959)
- Trio à cordes (1952)
- Quatuor à cordes n°1 (1952)
- 8 inventions, pour piano (1954)
- Symphonie n°3, pour quatuor de saxophones et orchestre (1954)
- Sonata espressa, pour clarinette et basson, op.6 (1954)
- Symphonie n°4 (1954-1958)
- Concerto pour flûte et cordes (1959)
- Sonate en duo, pour violon et piano (1960)
- Concerto pour orchestre (1961)
- 2e version de la symphonie n°3, pour orchestre seul (1962)
- Lucrèce de Padoue, opéra-bouffe (1962-1963)
- Structures polyphoniques, pour orchestre à cordes (1963-1964)
- Divertissement pour dixtuor (1964)
- Et tu auras nom...Tristan, ballet d'après Joseph Bédier (1969)
- Pentamorphoses, pour 11 cordes et clavecin (1970)
- Quintette pour cuivres (1971)
- Comme il vous plaira, opéra-féerie d'après Shakespeare (1975)
- Sonate pour 2 pianos (1980)
- Concerto pour piano et 12 cordes (1980)

## Récompenses
- 1re mention au Grand Prix Musical de la Ville de Paris pour sa symphonie n°1 (1950)
- Grand Prix Musical de la ville de Paris pour sa symphonie n°4 (1959)

## Sources
Dictionnaire de la musique, M.Honegger, Bordas
1. ↑  Fichier Matchid